# Képmás és hangfelvétel oltalma

## Fogalma
Aki más képmásával vagy hangfelvételével visszaél, az megsérti a sértett személyhez fűződő jogait. A visszaélés alatt nemcsak a vétkes, felróható magatartást kell érteni, hanem a vétlen, minden illetéktelen magatartást, mely vétlenségi állapot független az elkövető tudatállapotától. A polgári jogban tehát azt jelenti a képmáshoz és a hangfelvételhez való jog, hogy mindenkinek joga van eldönteni azt, hogy kívánja-e, hogy róla vagy hangjáról felvétel készüljön, illetve a már elkészült felvétel a nyilvánosságra kerüljön-e. Csak az embert illeti meg, a jogi személynél e jog elképzelhetetlen.

## Az új Ptk-ban
Az új Ptk 2:48. § [A képmáshoz és a hangfelvételhez való jog] úgy rendelkezik, hogy
- Képmás vagy hangfelvétel elkészítéséhez és felhasználásához az érintett személy hozzájárulása szükséges.[1]
- Nincs szükség az érintett hozzájárulására a felvétel elkészítéséhez és az elkészített felvétel felhasználásához tömegfelvétel és nyilvános közéleti szereplésről készült felvétel esetén.[2]

## Rögzítés
Közömbös, hogy fénykép, videófelvétel, festmény, szobor vagy rajz útján történik a rögzítése a képmásnak illetve a hangnak, a védelem minden esetben kiterjed az adott felvételre. A hangot és képet egyszerre rögzítő felvételnél azonban az is feltétel, hogy a hang és a kép egységét utólag ne bontsák meg.

## Hozzájárulás
Adott emberről bármilyen, bármikor készített hang- illetve képfelvételhez az érintett hozzájárulása szükséges. A már elkészített képmás és hangfelvétel nyilvánosságra hozásához szintén az érintett személy hozzájárulása szükséges, melyet a nyilvánosságra hozónak be kell szereznie. A beleegyezéshez elegendő az érintett ráutaló magatartása is. A felvételhez való hozzájárulástól meg kell különböztetnünk a felvétel felhasználását – nyilvánosságra hozását. Nyilvánvaló, hogy a felvétel elkészítése bizonyos körben átfogja a felhasználáshoz való hozzájárulást is: például baráti körben készített fénykép a baráti körben felhasználható, ám ha egy baráti körben készült képet például kereskedelmi célokra kívánnak használni, az már túllépi az eredetileg jogszerű hozzájárulás határait, így a felhasználás jogszerűtlenné válik.

## A hozzájárulás alóli mentesülés
Mentesül a tömegfelvételek készítője. A tömegrendezvények résztvevőinek rögzítése során nem az egyes emberek képmásának felvétele a cél, hanem mint az emberek sokaságának, tömegnek a bemutatása, így hozzájárulást nem kell kérni. A tömegből való kiemelés azonban már hozzájárulást kíván meg, mivel az általános tömegből ismételten egyedi emberek bemutatása történik. Szintén kivételnek számít a nyilvános közszereplés. A nyilvános közszereplésen lévő hozzájárulására nincs szükség a képmásának, hangjának megjelenítéséhez, felhasználásához.

## A felvételkészítés jogosságának összefoglalása
Megkülönböztethetünk tehát:
- egyes ember képmásának felvétele

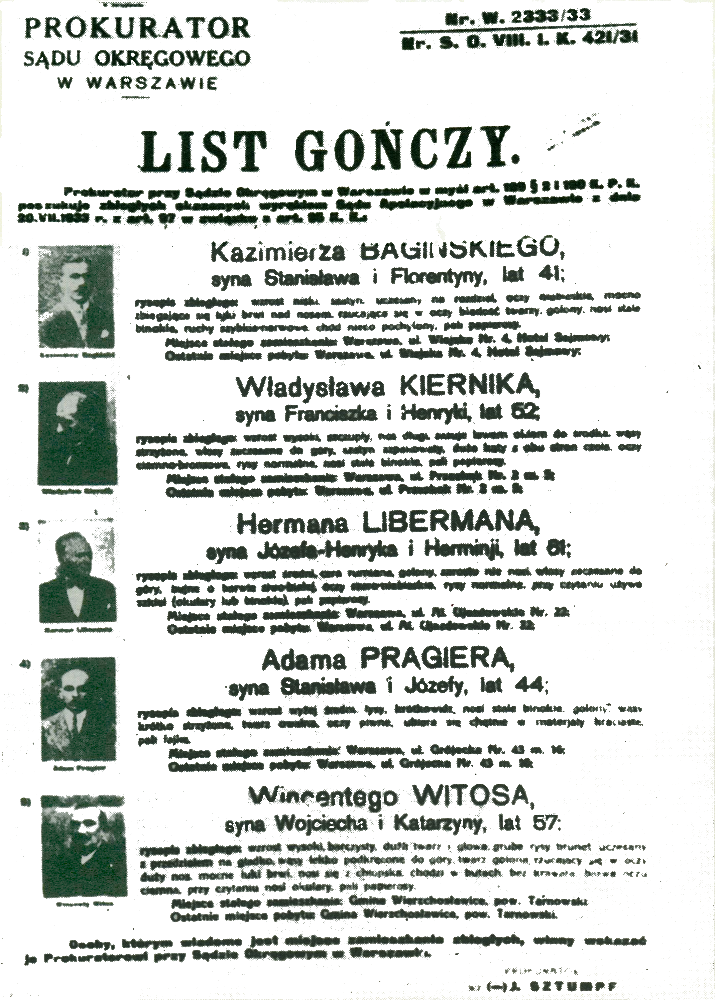
Lengyel személykörözési plakát, 1933

  - közszereplő esetén a közszereplése idején nem kell hozzájárulás (például egy politikus nyilatkozik, színészek sajtóbemutatót tartanak)
  - nem közszereplő esetén hozzájárulása kell (X. Y. magánember fényképének bemutatása)
- tömegfelvétel
  - tömeg mint nyilvános közszereplés (például pártrendezvény egy köztéren)
    - ha nincs kiemelés, nem kell hozzájárulás (tömegfotó)
    - egyes ember kiemelése esetén sem kell hozzájárulás, ha a felvétel a közszereplésével összefügg (például nem kell hozzájárulás, ha megtapsolja a politikust, de kell, ha például nem közszerepléssel kapcsolatos cselekményt végez, például a pártrendezvényen felállított könyvárusító pultnál vásárol)

  - tömeg mint nem nyilvános közszereplés (például tömeg keletkezik azért, mert forgalmi dugó alakul ki)
    - tömeg felvételéhez nem kell hozzájárulás
    - tömegben részt vevő egyes ember felvételéhez kell hozzájárulás

## Bírósági eljárásokban
A bírósági eljárások fontos garanciális szabálya a nyilvánosság, ám ez a tárgyalótermi hallgatók nyilvánosságát jelenti, nem a kép és hangrögzítést. A kép és hangrögzítésnél az eljáró bíró beleegyezésére van szükség illetve a jelenlévő érintettek hozzájárulására. A szabály célja a tárgyaláson résztvevők védelme, a közvélemény hamis értékítéletének kizárása (diktatúrákban jellemző az országos közvetítésű, televíziós nyilvánosság, például különböző koncepciós perek), a tárgyalás eredményességének biztosítása.

## A büntetőeljárás speciális esetei
Az eltűnt, vagy súlyos bűncselekmény miatt büntetőeljárás alá vont személy képmását vagy hangfelvételét a hatóság engedélyével fel lehet használni, nyilvánosságra lehet hozni, ha közérdek vagy különös méltánylást érdemlő magánérdek ezt indokolja. E rendelkezések fő célja, hogy a bűncselekmény elkövetőjét kézre kerítsék, az eltűnt személyt felleljék.